# Roland Seiler (Sportpsychologe)
Roland Seiler (* 9. März 1954) ist ein Schweizer Sportpsychologe.

## Leben
Seiler absolvierte ab 1973 ein Sportstudium an der Universität Bern, das er 1978 abschloss, das Thema seiner Diplomarbeit lautete „OL-Leistungen in Abhängigkeit von Persönlichkeitsmerkmalen. Eine empirische Untersuchung jugendlicher Orientierungsläufer der Schweiz“. In der Zeit von 1984 bis Jahresbeginn 1989 arbeitete er an der Deutschen Sporthochschule Köln (DSHK) an seiner Promotion und erlangte den Doktorgrad der Sportwissenschaft in Psychologie und Sportmedizin. Seine Dissertation mit dem Titel „Von Wegen und Umwegen. Informationsverarbeitung und Entscheidung im Orientierungslauf“ wurde von Jürgen Nitsch sowie Jan-Peters Janssen begutachtet und mit der Note „summa cum laude“ bewertet.
Zwischen 1986 und 1994 war Seiler am Institut für Psychologie der Deutschen Sporthochschule Köln wissenschaftlicher Assistent in Sportpsychologie, von 1994 bis 1996 war er an der DSHK Dozent für Sportpsychologie und Psychologie. Ab Jahresbeginn 1996 bis Mai desselben Jahres war Seiler an der Norwegischen Sporthochschule in Oslo als Vertretungsprofessor für Sportpsychologie tätig. Das Angebot einer Professur an der Justus-Liebig-Universität Gießen lehnte er ab, im Juni 1996 trat er am Bundesamt für Sport in Magglingen die Stelle des Leiters der Bereiche Sportpsychologie und Sozialwissenschaften an und blieb bis Oktober 2005 im Amt. In dieser Zeit, nämlich von Januar 2003 bis Dezember 2004, war Seiler darüber hinaus Direktor des Sportwissenschaftlichen Instituts des Bundesamtes für Sport.
Im November 2005 wurde er am Institut für Sportwissenschaft der Universität Bern Professor für Sportpsychologie, von August 2009 bis Juli 2011 hatte er zudem das Amt des Dekans der philosophisch-humanwissenschaftlichen Fakultät an der Uni Bern inne, im August 2016 wurde er Vizedirektor Lehre des Instituts für Sportwissenschaft. 2019 schied er aus dem Hochschuldienst.
Seiler sass von 1997 bis 2007 der Schweizerischen Arbeitsgemeinschaft für Sportpsychologie (SASP) als Präsident vor, nachdem er zuvor ab 1987 bereits im Vorstand der Organisation vertreten war. Im Zeitraum von 1999 bis 2003 war er Vizepräsident des Europäischen Verbandes für Sportpsychologie (FEPSAC) und von 2003 bis 2007 dann dessen Präsident.
Im Mai 2018 wurde Seiler die Goldene Ehrennadel der Arbeitsgemeinschaft für Sportpsychologie in Deutschland (ASP) verliehen.
Zu den Schwerpunkten Seilers Forschungsarbeit gehören die Themenkomplexe „psychische Effekte des Sportengagements“, „Sport und Gewaltverhalten bei Jugendlichen“, die kognitive Organisation von sportlichen Handlungen, der Schulsport, das Verhältnis Athlet-Trainer und die psychische Regulation kollektiver Handlungen im Sport. Er veröffentlichte mehrere Bücher zum Orientierungslauf, 1994 brachte Seiler gemeinsam mit Andreas Stock das „Handbuch Psychotraining im Sport“ heraus.